# Briones
Briones es un municipio español de la comunidad autónoma de La Rioja. Con una población de 749 habitantes (INE 2024), se sitúa en el noroeste de la provincia, en la Rioja Alta, y dentro de ella en la comarca de Haro. Está emplazado sobre un cerro de 80 m de altura, con su ladera norte cortada sobre el río Ebro en pendiente casi vertical. Forma parte de la Asociación Los pueblos más bonitos de España

## Geografía
Integrado en la Rioja Alta, se sitúa a 39 km de Logroño. El término municipal está atravesado por la Autopista Vasco-Aragonesa (AP-68) y por la carretera nacional N-232, entre los pK 441 y 444, además de por la carretera autonómica LR-211, que se dirige hacia San Vicente de la Sonsierra, y por carreteras locales que permiten la comunicación con Ollauri y Hormilla. 
El relieve del municipio está definido por la ribera derecha del río Ebro por el norte, que hace de límite municipal, y por un terreno predominantemente llano pero con algunas elevaciones aisladas, en pendiente ascendente hacia el sur. La altitud oscila entre los 650 m en un páramo al sureste (Mesa Alta) y los 420 m a orillas del Ebro. El pueblo se alza a 502 m sobre el nivel del mar.
| Noroeste: Gimileo y Labastida (Álava) | Norte: San Vicente de la Sonsierra | Noreste: San Vicente de la Sonsierra |
| Oeste: Ollauri y Rodezno              |                                    | Este: San Asensio                    |
| Suroeste: Haro (exclave)              | Sur: Hormilla                      | Sureste: San Asensio                 |

## Historia
El nombre proviene de los Berones, antiguos pobladores de La Rioja, pero según se deduce de un yacimiento lítico de la Edad de Bronce encontrado en el camino de la ermita de los Santos Mártires, Briones tuvo pobladores aún más antiguos.
La Crónica Albeldense hace referencia expresa a que Alfonso I de Asturias taló los términos de Briones y otras seis poblaciones. Además se menciona la famosa expedición que llevó a cabo Alfonso I, rey de Asturias por la ribera del Ebro en el año 740. En dicho relato se refieren las localidades destruidas: Mirandam (actual Miranda de Ebro), Revendecam, Carbonariam, Abeicam (Ábalos, desde donde cruzó el Ebro), Brunes (podría ser Briones pero no es del todo seguro), Cinissariam (Actual Cenicero) y Alesanco.

Vista de Briones

Estuvo bajo dominio sarraceno hasta finales del siglo IX. Fue dominio navarro del rey Ordoño II de León, desde principios del siglo X. Con el asesinato de Sancho el de Peñalén el 4 de junio de 1076, Alfonso VI de Castilla y León se apoderó de La Rioja y Briones pasó a ser Señorío de los de Haro.
Fernando III el Santo nombró a Diego López III de Haro, sobrino del monarca, primer señor de Briones, permaneciendo desde entonces el señorío en el ámbito del Reino de Castilla, aunque a menudo envuelto en numerosos episodios bélicos con sus vecinos del Reino de Navarra. En 1240 Don Diego López se rebeló contra Fernando III y se refugió en Briones. El rey cercó la villa y lo hizo prisionero. A partir de entonces la villa fue realenga. El 18 de enero de 1256, Alfonso X el Sabio le concedió el fuero de Vitoria, para garantizar la repoblación castellana ante las pretensiones Navarras. En 1293 Sancho IV le dio privilegio real. En 1379 se firmó el Tratado de Briones, acuerdo entre el Reino de Navarra y la Corona de Castilla.
En la época de vasconización de la Rioja había en Briones treinta apellidos vascos en 1536. En 1790 Briones fue uno de los municipios fundadores de la Real Sociedad Económica de La Rioja, la cual era una de las sociedades de amigos del país fundadas en el siglo XVIII conforme a los ideales de la ilustración.

## Demografía
Cuenta con una población de 749 habitantes (INE 2024).
| Gráfica de evolución demográfica de Briones entre 1842 y 2021                                                         |
| |
| Población de derecho según los censos de población del INE. Población de hecho según los censos de población del INE. |

Hasta 1713, (siglo XVIII) las localidades de Gimileo, Ollauri y Rodezno eran aldeas de Briones.

## Administración
| Periodo   | Nombre                             | Partido                 |
| --------- | ---------------------------------- | ----------------------- |
| 1979-1983 | Felipe Pérez Díaz                  | Agrupación de Electores |
| 1983-1987 | Ángel Ledesma Orive                | PSOE                    |
| 1987-1991 | Ángel Ledesma Orive                | PSOE                    |
| 1991-1995 | Ángel Ledesma Orive                | PSOE                    |
| 1995-1999 | Ángel Ledesma Orive                | PSOE                    |
| 1999-2003 | Ángel Ledesma Orive                | PSOE                    |
| 2003-2007 | Joaquín San Martín Rojo            | PP                      |
| 2007-2011 | Joaquín San Martín Rojo            | PP                      |
| 2011-2015 | Mª Carmen Ruiz Ruiz                | PP                      |
| 2015-2019 | Mª Carmen Ruiz Ruiz                | PP                      |
| 2019-2023 | Silvia Gordo Rubio (hasta 04/2023) | PSOE                    |
| 2023-act. | Gerardo Antonio Cueto Mendoza      | PSOE                    |

## Economía

### Evolución de la deuda viva del ayuntamiento
El concepto de deuda viva municipal contempla sólo las deudas con cajas y bancos relativas a créditos financieros, valores de renta fija y préstamos o créditos transferidos a terceros, excluyéndose, por tanto, la deuda comercial.
| Gráfica de evolución de la deuda viva del ayuntamiento entre 2008 y 2014                             |
| |
| Deuda viva del ayuntamiento en miles de Euros según datos del Ministerio de Hacienda y Ad. Públicas. |

## Lugares de interés
Briones tiene incoado expediente como Bien de Interés Cultural en la categoría de Conjunto Histórico desde el 4 de julio de 1973.

### Iglesia de Nuestra Señora de la Asunción

Retablo con la imagen de su titular

Construida en el siglo XVI, de fábrica de sillería y concebida en planta de salón, según el estilo gótico isabelino. Tiene tres naves a misma altura, siendo la central poco más ancha que las laterales. Realizada en cinco tramos, se complementa con una cabecera ochavada de tres paños, coro alto con órgano barroco, capillas laterales y sacristía. La bóveda es de crucerías estrelladas de distinto trazado, con combados curvos y restos sobre arcos apuntalados, pilares cilíndricos fascisculados en base octogonal con capiteles con anillos decorados con motivos vegetales. La torre barroca, perteneciente al llamado "estilo riojano", fue construida por Martín de Beratúa y Martín de Arbe. Fue declarada Bien de Interés Cultural en la categoría de Monumento el 4 de septiembre de 1981 y monumento histórico-artístico por orden del Consejo de Ministros del 29 de diciembre de 1982.

### Ermita de San Juan o del Cristo de los Remedios
Construida en el siglo XVIII, es un edificio de sillería de arenisca ejemplo de la cantería riojana de ses época. La construcción fue realizada por Juan bautista Arbaizar y se trata de una templo con planta octogonal y de líneas curvas envolventes. Se levantó sobre otro templo anterior dedicado a la misma devoción.
La portada está coronada por una espadaña con campana bajo la cual, en una hornacina, se sitúa la imagen de San Juan Bautista. La hornacina está enmarcada por sendas columnas con aletones de moldura mixtelinea. La puerta de acceso se abre delimitada por contrafuertes cilíndricos, bajo un dintel decorado con molduras mixtelineas entre cortinas. 
En la cabecera hay tres retablos rococó del siglo XVIII con imaginería compuesta por las cuatro virtudes, San Francisco de Sales, San Juan de Nepomuceno, Virgen del Carmen, la dolorosa, san Juan evangelista, san Juan Bautista, San José, santa Rita y el Cristo de los remedios, el cual comparte esta ubicación con la que tiene en la iglesia parroquial. Aquí está entre septiembre y mayo. Toda la imagenería es barroca.
En los laterales hay dos pequeños retablos neoclásicos con imágenes de Santo Domingo de la Calzada y de la Inmaculada. Hay expuestos ornamentos y elementos de la liturgia procedentes de la parroquia, así como una colección de reliquias y relicarios.

Castillo de Briones.

### Otros edificios
- Palacio de Marqués de San Nicolás: Del siglo XVIII. Actualmente es el Ayuntamiento de la villa.

Palacio del Marqués de San Nicolás. Ayuntamiento

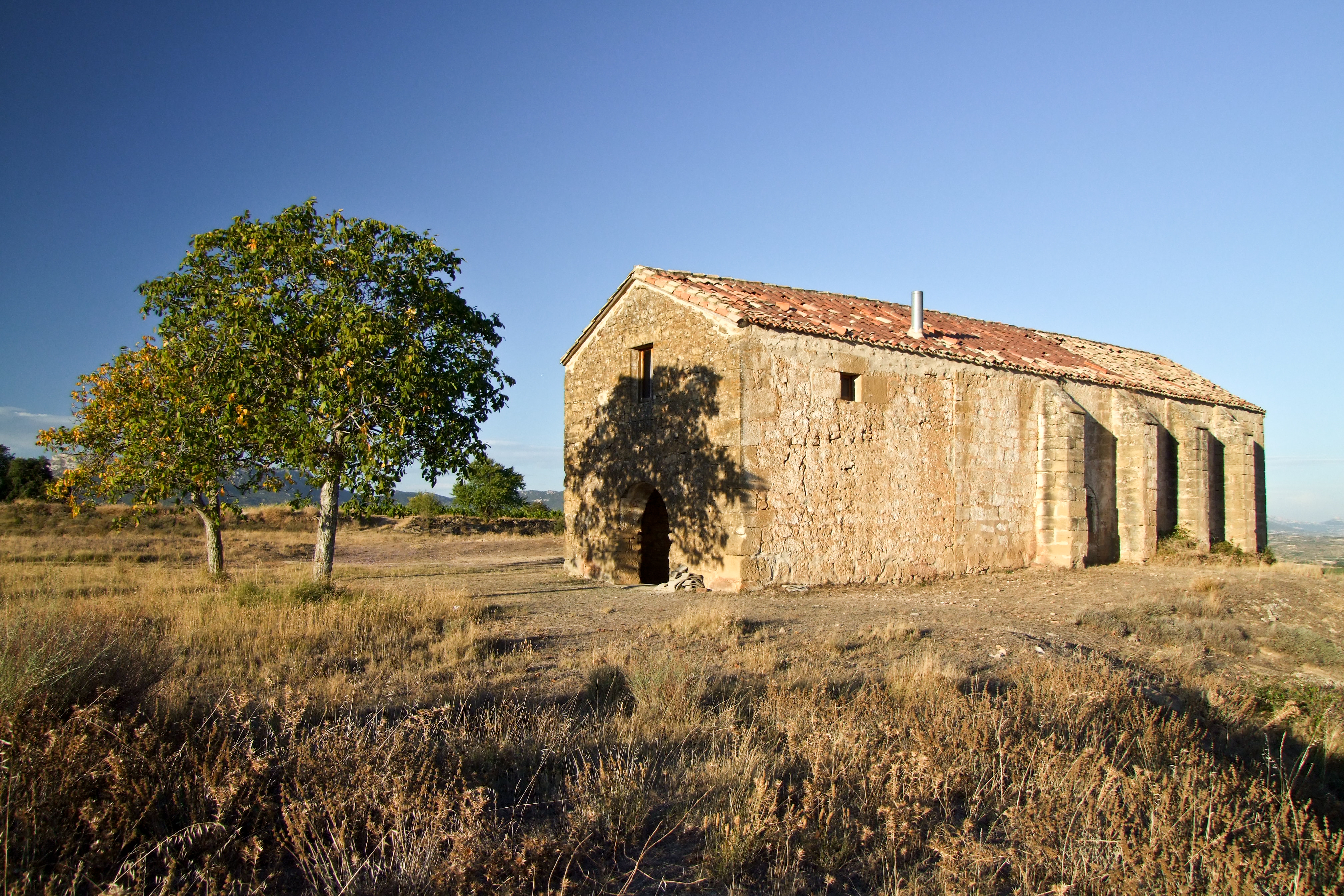
Ermita de los Santos Mártires

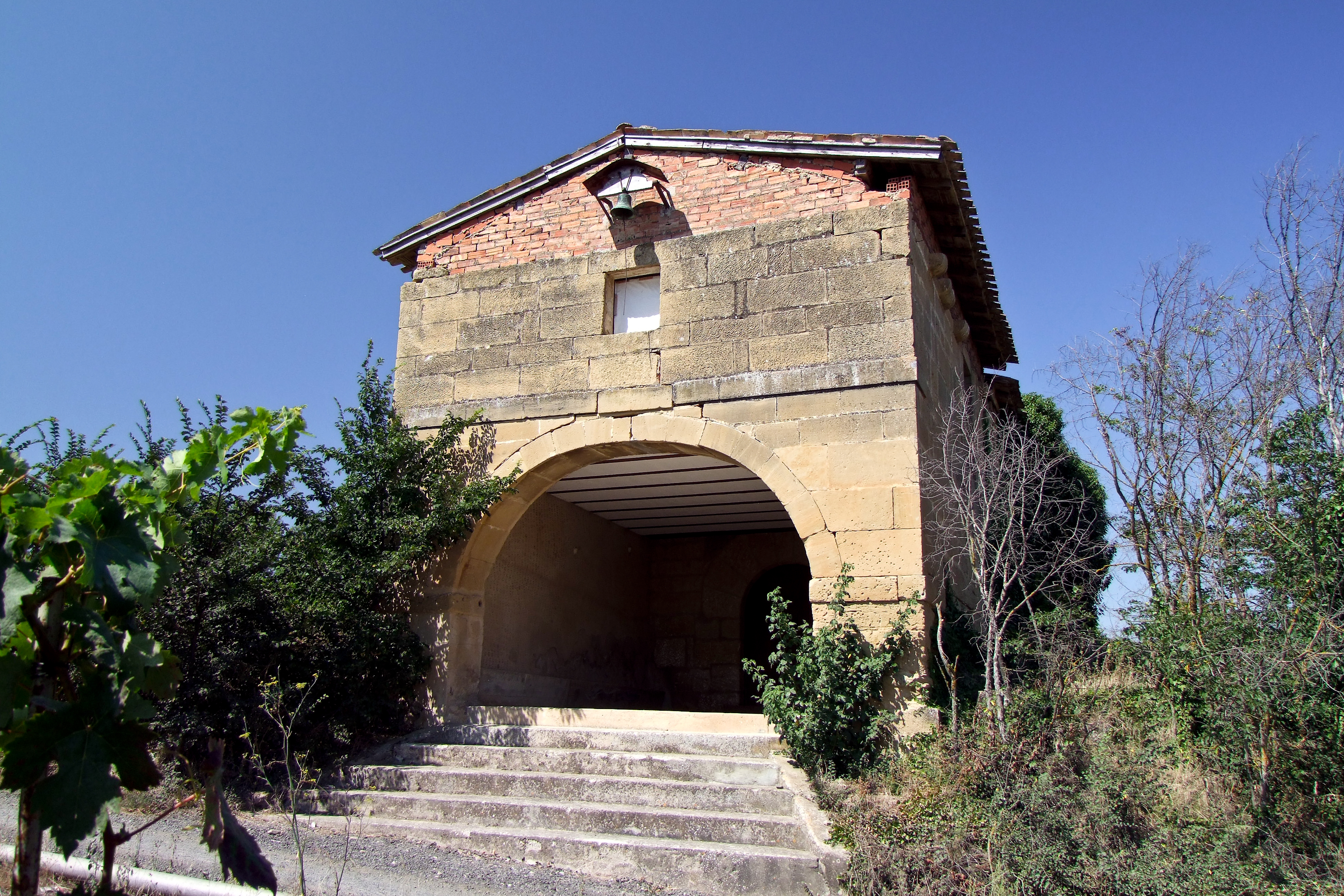
Ermita de Santa Lucía.

- Ermita de los Santos Mártires

- Ermita de Santa Lucía

- Ermita de San Andrés
- Ermita de San Bartolomé
- Ermita del Calvario
- Ermita de San Bartolomé
- Ermita de la Concepción
- La casa de los Gadea
- Palacio de los Quincoces

### Museos
- Museo Vivanco de la Cultura del Vino
- Museo etnográfico, conocido también como La casa encantada.[5]

## Fiestas Locales
- Primer domingo después del 14 de septiembre, festividad de la Vera Cruz: conmemoración de la advocación del Santo Cristo de los Remedios, patrón de Briones.

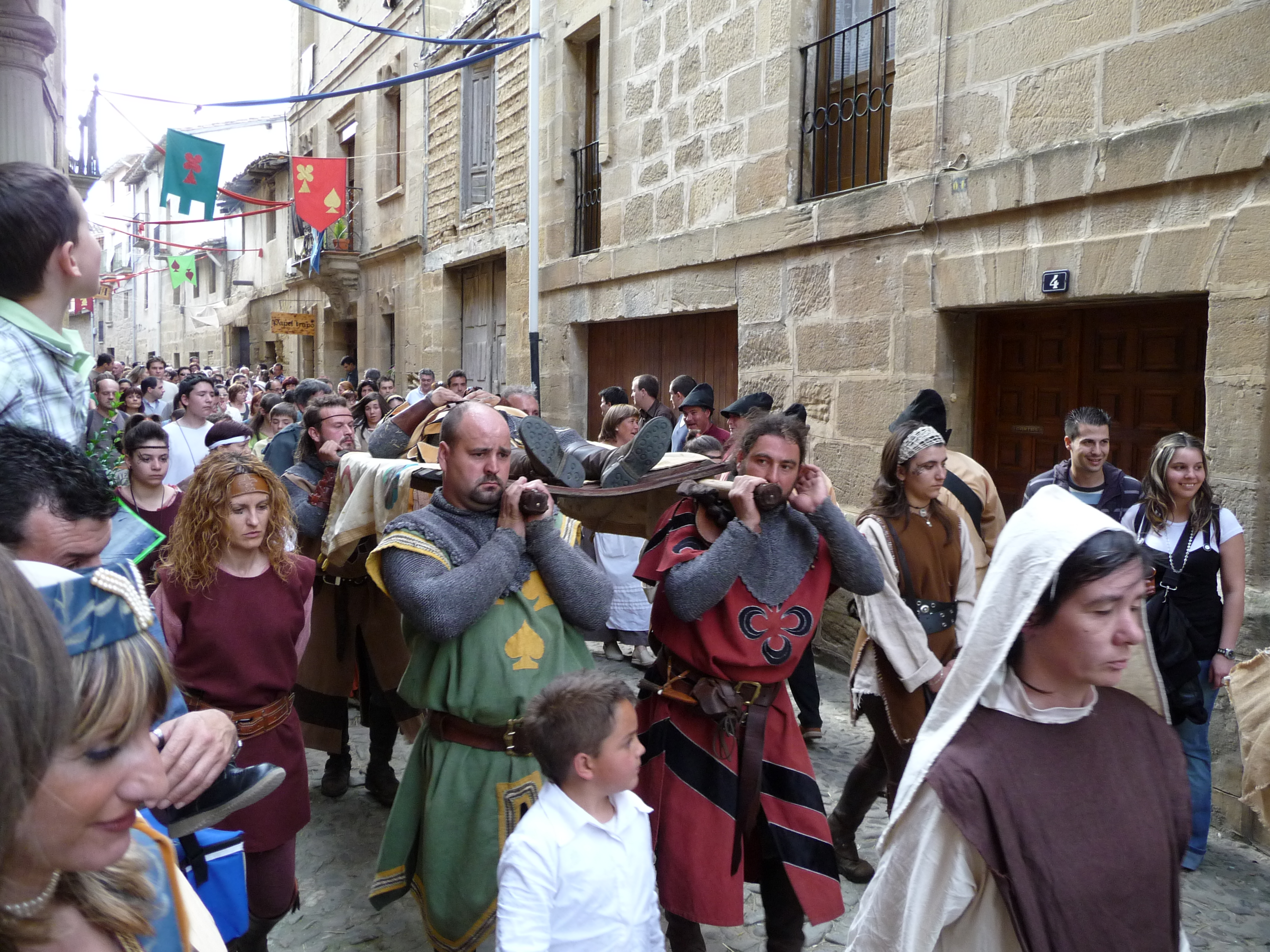
Representación del entierro del conde Martín Lafita durante las Jornadas Medievales.

- Jornadas Medievales: tercer fin de semana de junio. En ellas se recrea la vida en el pueblo en el siglo XIV.

## Briones en el cine
En 2010 se estrenó en TVE la serie de televisión Gran Reserva. Parte de ella está rodada en la localidad y en viñedos cercanos, aunque en la serie Briones se rebautiza como Lasiesta.

## Hermanamientos
- Le Teich (Francia)[cita requerida]

## Personas notables
Fueron naturales de Briones Pedro de Berberana y Aparregui, los hermanos Hircio, Martín y Pedro de Hircio, así como el marqués de San Nicolás y Antonio Dabán y Ramírez de Arellano. También hay que nombrar a Javier Moscoso, ministro durante el mandato de Felipe González. Y finalmente entre otros, el creador de Licor del Polo, Salustiano Orive y Oteo nacido en Briones en el seno de una familia de Labradores.